# Ronde van Taiwan 2014
De 12e editie van de wielerwedstrijd Ronde van Taiwan vond plaats in 2014 van 9 tot en met 13 maart. De start was in Taipei, de finish in Donggang. De ronde maakte deel uit van de UCI Asia Tour 2014, in de wedstrijdcategorie 2.1. De titelhouder was de Australiër Bernard Sulzberger. Dit jaar won de Fransman Rémy Di Grégorio.

## Deelnemende ploegen
| WorldTour  | ProContinentaal  | Continentaal                 | Nationaal   |
| ---------- | ---------------- | ---------------------------- | ----------- |
| Cannondale | Drapac           | Team Gusto                   | Taiwan      |
|            | Novo Nordisk     | Bauknecht-Author             | Japan       |
|            | Unitedhealthcare | Frøy-Bianchi                 | Oezbekistan |
|            |                  | Giant-Champion System        |             |
|            |                  | Parkhotel Valkenburg         |             |
|            |                  | SP Tableware                 |             |
|            |                  | Synergy Baku Cycling Project |             |
|            |                  | Tabriz Shahrdari Ranking     |             |
|            |                  | La Pomme Marseille           |             |
|            |                  | Team Stölting                |             |
|            |                  | Team Vorarlberg              |             |
|            |                  | Terengganu                   |             |
|            |                  | HKSI Pro Cycling Team        |             |

## Etappe-overzicht
| etappe | datum    | start    | finish   | afstand | winnaar            | klassementsleider |
| ------ | -------- | -------- | -------- | ------- | ------------------ | ----------------- |
| 1e     | 9 maart  | Taipei   | Taipei   | 52 km   | Luke Keough        | Luke Keough       |
| 2e     | 10 maart | Taoyuan  | Taoyuan  | 144 km  | Benjamin Giraud    | Rémy Di Grégorio  |
| 3e     | 11 maart | Changhua | Changhua | 154 km  | Wouter Wippert     | Rémy Di Grégorio  |
| 4e     | 12 maart | Tainan   | Tainan   | 137 km  | Ioannis Tamouridis | Rémy Di Grégorio  |
| 5e     | 13 maart | Donggang | Donggang | 156 km  | Fabian Schnaidt    | Rémy Di Grégorio  |

## Etappe-uitslagen

### 1e etappe
| Taipei - Taipei (52 km) |                     |                      |          |
| Plaats                  | Naam                | Ploeg                | Tijd     |
| Winnaar                 | Luke Keough         | Unitedhealthcare     | 1u06'24" |
| 2                       | Wouter Wippert      | Drapac               | z.t.     |
| 3                       | Georgios Bouglas    | SP Tableware         | z.t.     |
| 4                       | Guillaume Boivin    | Cannondale           | z.t.     |
| 5                       | Shih Hsin Hsiao     | Team Gusto           | z.t.     |
| 6                       | Shiki Kuroeda       | Japan                | z.t.     |
| 7                       | Jan Dieteren        | Team Stölting        | z.t.     |
| 8                       | Marco Zanotti       | Parkhotel Valkenburg | z.t.     |
| 9                       | Benjamin Giraud     | La Pomme Marseille   | z.t.     |
| 10                      | Christoph Schweizer | Synergy Baku         | z.t.     |

| Algemeen klassement |                   |                       |          |
| Plaats              | Naam              | Ploeg                 | Tijd     |
| Gele trui           | Luke Keough       | Unitedhealthcare      | 1u06'14" |
| 2                   | Apostolos Bouglas | SP Tableware          | + 2"     |
| 3                   | Rémy Di Grégorio  | La Pomme Marseille    | + 3"     |
| 4                   | Wouter Wippert    | Drapac                | + 4"     |
| 5                   | Georgios Bouglas  | SP Tableware          | + 6"     |
| 6                   | Po Hung Wu        | Taiwan                | + 8"     |
| 7                   | Nan Wu            | Giant-Champion System | +9"      |
| 8                   | Guillaume Boivin  | Cannondale            | + 10"    |
| 9                   | Shih Hsin Hsiao   | Team Gusto            | z.t.     |
| 10                  | Shiki Kuroeda     | Japan                 | z.t.     |

### 2e etappe
| Taoyuan - Taoyuan (144 km) |                    |                      |          |
| Plaats                     | Naam               | Ploeg                | Tijd     |
| Winnaar                    | Benjamin Giraud    | La Pomme Marseille   | 3u18'29" |
| 2                          | Jan Dieteren       | Team Stölting        | z.t.     |
| 3                          | Marco Zanotti      | Parkhotel Valkenburg | z.t.     |
| 4                          | Wesley Sulzberger  | Drapac               | z.t.     |
| 5                          | Jean-Marc Marino   | Cannondale           | z.t.     |
| 6                          | Markus Eibegger    | Synergy Baku         | z.t.     |
| 7                          | Thomas Vaubourzeix | La Pomme Marseille   | z.t.     |
| 8                          | John Murphy        | Unitedhealthcare     | z.t.     |
| 9                          | Cameron Wurf       | Cannondale           | z.t.     |
| 10                         | Jiří Polnický      | Bauknecht-Author     | z.t.     |
|                            |                    |                      |          |
| 12                         | Brian Bulgaç       | Parkhotel Valkenburg | z.t.     |

| Algemeen klassement |                    |                      |          |
| Plaats              | Naam               | Ploeg                | Tijd     |
| Gele trui           | Rémy Di Grégorio   | La Pomme Marseille   | 4u24'41" |
| 2                   | Benjamin Giraud    | La Pomme Marseille   | + 2"     |
| 3                   | Jan Dieteren       | Team Stölting        | + 6"     |
| 4                   | Markus Eibegger    | Synergy Baku         | + 7"     |
| 5                   | Marco Zanotti      | Parkhotel Valkenburg | + 8"     |
| 6                   | John Murphy        | Unitedhealthcare     | + 11"    |
| 7                   | Cameron Wurf       | Cannondale           | z.t.     |
| 8                   | Ioannis Tamouridis | SP Tablewere         | + 12"    |
| 9                   | Wesley Sulzberger  | Drapac               | z.t.     |
| 10                  | Kohei Uchima       | Japan                | z.t.     |
|                     |                    |                      |          |
| 14                  | Brian Bulgaç       | Parkhotel Valkenburg | z.t.     |

### 3e etappe
| Changhua - Changhua (154 km) |                     |                      |          |
| Plaats                       | Naam                | Ploeg                | Tijd     |
| Winnaar                      | Wouter Wippert      | Drapac               | 3u15'14" |
| 2                            | Christoph Schweizer | Synergy Baku         | z.t.     |
| 3                            | John Murphy         | Unitedhealthcare     | + 2"     |
| 4                            | Rémy Di Grégorio    | La Pomme Marseille   | z.t.     |
| 5                            | Davide Formolo      | Cannondale           | z.t.     |
| 6                            | Georgios Bouglas    | SP Tableware         | z.t.     |
| 7                            | Jiří Polnický       | Bauknecht-Author     | z.t.     |
| 8                            | Takashi Miyazawa    | Japan                | z.t.     |
| 9                            | Jasper Ockeloen     | Parkhotel Valkenburg | z.t.     |
| 10                           | Marco Zanotti       | Parkhotel Valkenburg | + 6"     |

| Algemeen klassement |                    |                      |          |
| Plaats              | Naam               | Ploeg                | Tijd     |
| Gele trui           | Rémy Di Grégorio   | La Pomme Marseille   | 7u39'57" |
| 2                   | Benjamin Giraud    | La Pomme Marseille   | + 6"     |
| 3                   | John Murphy        | Unitedhealthcare     | + 7"     |
| 4                   | Jan Dieteren       | Team Stölting        | + 10"    |
| 5                   | Markus Eibegger    | Synergy Baku         | + 11"    |
| 6                   | Marco Zanotti      | Parkhotel Valkenburg | + 12"    |
| 7                   | Jiří Polnický      | Bauknecht-Author     | z.t.     |
| 8                   | Davide Formolo     | Cannondale           | z.t.     |
| 9                   | Cameron Wurf       | Cannondale           | + 15"    |
| 10                  | Ioannis Tamouridis | SP Tablewere         | + 16"    |
|                     |                    |                      |          |
| 13                  | Brian Bulgaç       | Parkhotel Valkenburg | z.t.     |

### 4e etappe
| Tainan - Tainan (137 km) |                            |                      |          |
| Plaats                   | Naam                       | Ploeg                | Tijd     |
| Winnaar                  | Ioannis Tamouridis         | SP Tableware         | 3u48'27" |
| 2                        | Brian Bulgaç               | Parkhotel Valkenburg | + 2"     |
| 3                        | Marco Zanotti              | Parkhotel Valkenburg | z.t.     |
| 4                        | Wesley Sulzberger          | Drapac               | z.t.     |
| 5                        | Davide Formolo             | Cannondale           | z.t.     |
| 6                        | Markus Eibegger            | Synergy Baku         | z.t.     |
| 7                        | Maarten de Jonge           | Terengganu           | z.t.     |
| 8                        | Cameron Wurf               | Cannondale           | z.t.     |
| 9                        | Rémy Di Grégorio           | La Pomme Marseille   | z.t.     |
| 10                       | Oddbjørn Klomsten Andersen | Frøy-Bianchi         | z.t.     |

| Algemeen klassement |                    |                      |           |
| Plaats              | Naam               | Ploeg                | Tijd      |
| Gele trui           | Rémy Di Grégorio   | La Pomme Marseille   | 11u28'26" |
| 2                   | Ioannis Tamouridis | SP Tableware         | + 4"      |
| 3                   | Marco Zanotti      | Parkhotel Valkenburg | + 8"      |
| 4                   | Jan Dieteren       | Team Stölting        | + 10"     |
| 5                   | Brian Bulgaç       | Parkhotel Valkenburg | z.t.      |
| 6                   | Markus Eibegger    | Synergy Baku         | + 11"     |
| 7                   | Davide Formolo     | Cannondale           | + 12"     |
| 8                   | Cameron Wurf       | Cannondale           | + 15"     |
| 9                   | Kohei Uchima       | Japan                | + 16"     |
| 10                  | Wesley Sulzberger  | Drapac               | z.t.      |

### 5e etappe
| Donggang - Donggang (156 km) |                     |                      |          |
| Plaats                       | Naam                | Ploeg                | Tijd     |
| Winnaar                      | Fabian Schnaidt     | Team Vorarlberg      | 3u55'27" |
| 2                            | Benjamin Giraud     | La Pomme Marseille   | z.t.     |
| 3                            | Wouter Wippert      | Drapac               | z.t.     |
| 4                            | Takashi Miyazawa    | Japan                | z.t.     |
| 5                            | Marco Zanotti       | Parkhotel Valkenburg | z.t.     |
| 6                            | Christoph Schweizer | Synergy Baku         | z.t.     |
| 7                            | Ioannis Tamouridis  | SP Tableware         | z.t.     |
| 8                            | Georgios Bouglas    | SP Tableware         | z.t.     |
| 9                            | Luke Keough         | Unitedhealthcare     | z.t.     |
| 10                           | Shih Hsin Hsiao     | Team Gusto           | z.t.     |

## Eindklassementen
| Plaats    | Naam                       | Ploeg                    | Tijd      |
| --------- | -------------------------- | ------------------------ | --------- |
| Gele trui | Rémy Di Grégorio           | La Pomme Marseille       | 15u23'53" |
| 2         | Ioannis Tamouridis         | SP Tableware             | +4"       |
| 3         | Marco Zanotti              | Parkhotel Valkenburg     | +8"       |
| 4         | Jan Dieteren               | Team Stölting            | +9"       |
| 5         | Brian Bulgaç               | Parkhotel Valkenburg     | +10"      |
| 6         | Markus Eibegger            | Synergy Baku             | +11"      |
| 7         | Davide Formolo             | Cannondale               | +12"      |
| 8         | Cameron Wurf               | Cannondale               | +15"      |
| 9         | Kohei Uchima               | Japan                    | +16"      |
| 10        | Wesley Sulzberger          | Drapac                   | z.t.      |
| 11        | Yoann Paillot              | La Pomme Marseille       | +53"      |
| 12        | John Murphy                | Unitedhealthcare         | +58"      |
| 13        | Jiří Polnický              | Bauknecht-Author         | +2'47"    |
| 14        | Benjamin Giraud            | La Pomme Marseille       | +5'04"    |
| 15        | Maarten de Jonge           | Terengganu               | +5'12"    |
| 16        | Hossein Alizadeh           | Tabriz Shahrdari Ranking | z.t.      |
| 17        | Jasper Ockeloen            | Parkhotel Valkenburg     | +5'16"    |
| 18        | Khalil Khorshid            | Tabriz Shahrdari Ranking | +5'21"    |
| 19        | Oddbjørn Klomsten Andersen | Frøy-Bianchi             | z.t.      |
| 20        | Chun Kai Feng              | Team Gusto               | +5'27"    |

| Plaats      | Naam             | Ploeg                | Punten |
| ----------- | ---------------- | -------------------- | ------ |
| Groene trui | Marco Zanotti    | Parkhotel Valkenburg | 46     |
| 2           | Benjamin Giraud  | La Pomme Marseille   | 36     |
| 3           | Rémy Di Grégorio | La Pomme Marseille   | 30     |
|             |                  |                      |        |
| 6           | Wouter Wippert   | Drapac               | 27     |

| Plaats        | Naam             | Ploeg                    | Punten |
| ------------- | ---------------- | ------------------------ | ------ |
| Bolletjestrui | Chun Kai Feng    | Team Gusto               | 12     |
| 2             | Nan Wu           | Giant-Champion System    | 10     |
| 3             | Hossein Alizadeh | Tabriz Shahrdari Ranking | 9      |
|               |                  |                          |        |
| 7             | Wouter Wippert   | Drapac                   | 3      |

| Plaats      | Naam             | Ploeg                    | Tijd      |
| ----------- | ---------------- | ------------------------ | --------- |
| Blauwe trui | Kohei Uchima     | Japan                    | 15u24'09" |
| 2           | Hossein Alizadeh | Tabriz Shahrdari Ranking | +4'56"    |
| 3           | Khalil Khorshid  | Tabriz Shahrdari Ranking | +5'05"    |

| Plaats | Ploeg                | Tijd      |
| ------ | -------------------- | --------- |
|        | Parkhotel Valkenburg | 46u17'27" |
| 2      | Cannondale           | +35"      |
| 3      | La Pomme Marseille   | +37"      |

## Klassementenverloop
| Etappe       | Winnaar            | Algemeen klassement · | Puntenklassement · | Bergklassement · | Beste Aziaat · | Ploegenklassement ·  |
| ------------ | ------------------ | --------------------- | ------------------ | ---------------- | -------------- | -------------------- |
| 1            | Luke Keough        | Luke Keough           | Luke Keough        | Wouter Wippert   | Po Hong Wu     | Synergy Baku         |
| 2            | Benjamin Giraud    | Rémy Di Grégorio      | Rémy Di Grégorio   | Nan Wu           | Kohei Uchima   | La Pomme Marseille   |
| 3            | Wouter Wippert     | Rémy Di Grégorio      | Rémy Di Grégorio   | Nan Wu           | Kohei Uchima   | La Pomme Marseille   |
| 4            | Ioannis Tamouridis | Rémy Di Grégorio      | Marco Zanotti      | Chun Kai Feng    | Kohei Uchima   | Parkhotel Valkenburg |
| 5            | Fabian Schnaidt    | Rémy Di Grégorio      | Marco Zanotti      | Chun Kai Feng    | Kohei Uchima   | Parkhotel Valkenburg |
| 0Eindstanden | 0Eindstanden       | Rémy Di Grégorio      | Marco Zanotti      | Chun Kai Feng    | Kohei Uchima   | Parkhotel Valkenburg |

2003 · 2004 · 2005 · 2006 · 2007 · 2008 · 2009 · 2010 · 2011 · 2012 · 2013 · 2014 · 2015 · 2016 · 2017 · 2018 · 2019 · 2020 · 2021 · 2022 · 2023 · 2024 · 2025
 Japan Cup · 
 Ronde van Hainan · 
 Ronde van het Taihu-meer · 
 Ronde van Dubai · 
 Ronde van Qatar · 
 Ronde van Oman · 
 Ronde van Langkawi · 
 Ronde van Taiwan · 
 Ronde van Japan · 
 Ronde van Korea · 
 Ronde van Iran · 
 Ronde van het Qinghaimeer · 
 Ronde van China I · 
 Ronde van China II · 
 Ronde van Almaty · 
 Japan Cup · 
 Ronde van Hainan · 
 Ronde van het Taihu-meer